# オクトゴン駅
座標: 北緯47度29分48秒 東経19度03分02秒 / 北緯47.49667度 東経19.05056度
オクトゴン駅（洪：Oktogon）は、ブダペスト地下鉄1号線の駅。アンドラーシ通りと大環状通の交差点オクトゴンの地下にある地下駅である。

## 駅構造
- 相対式ホーム2面2線を有す地下駅。

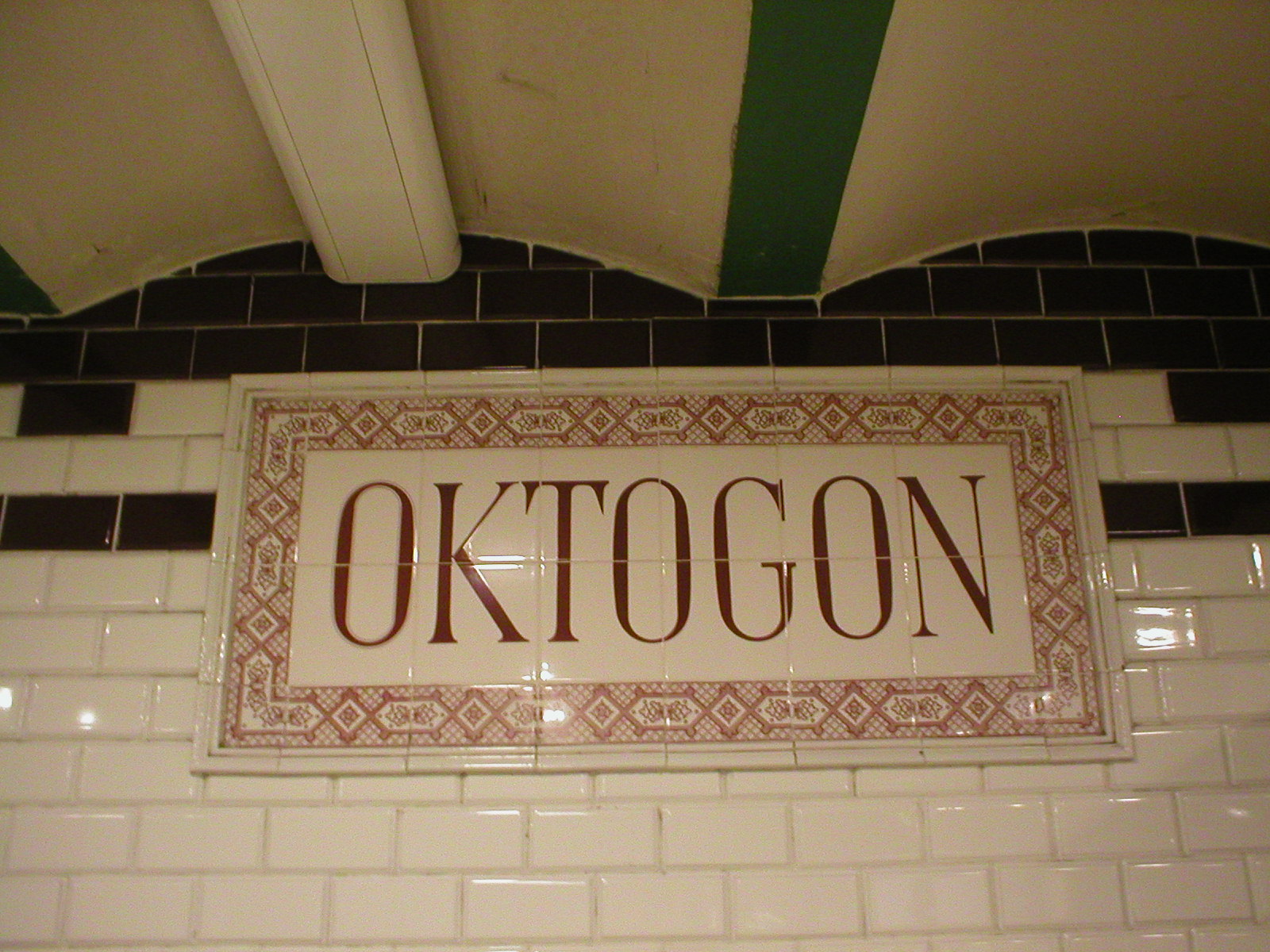
ホーム壁の駅名標

## 駅周辺
- オクトゴン

## 歴史
- 1896年5月2日 - 開業。

## 隣の駅
ブダペスト地下鉄
■ブダペスト地下鉄1号線
オペラ駅（Opera） - オクトゴン駅（Oktogon） - ヴェレシュマルティ通駅（Vörösmarty utca）